# Трубный ключ

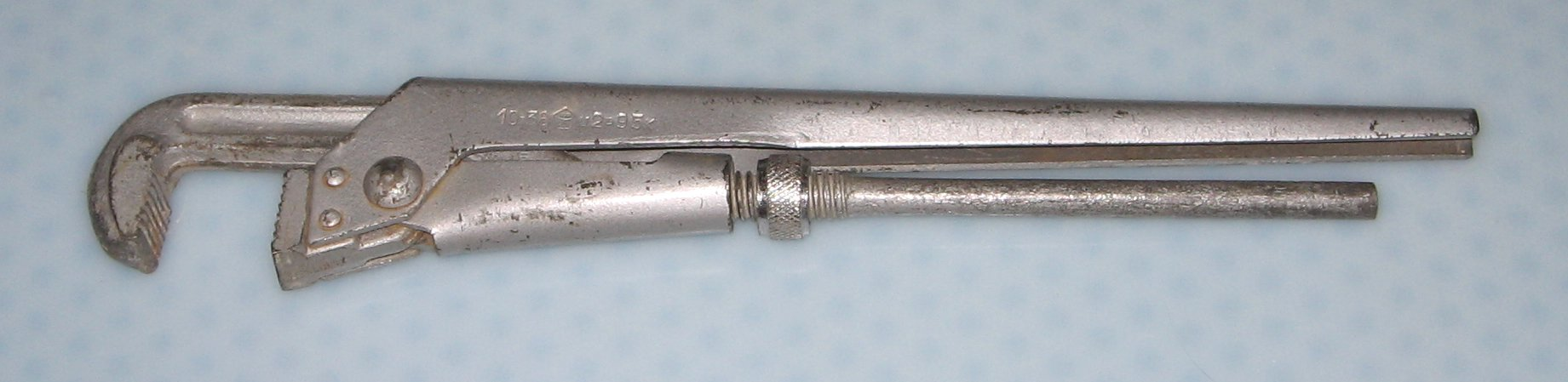

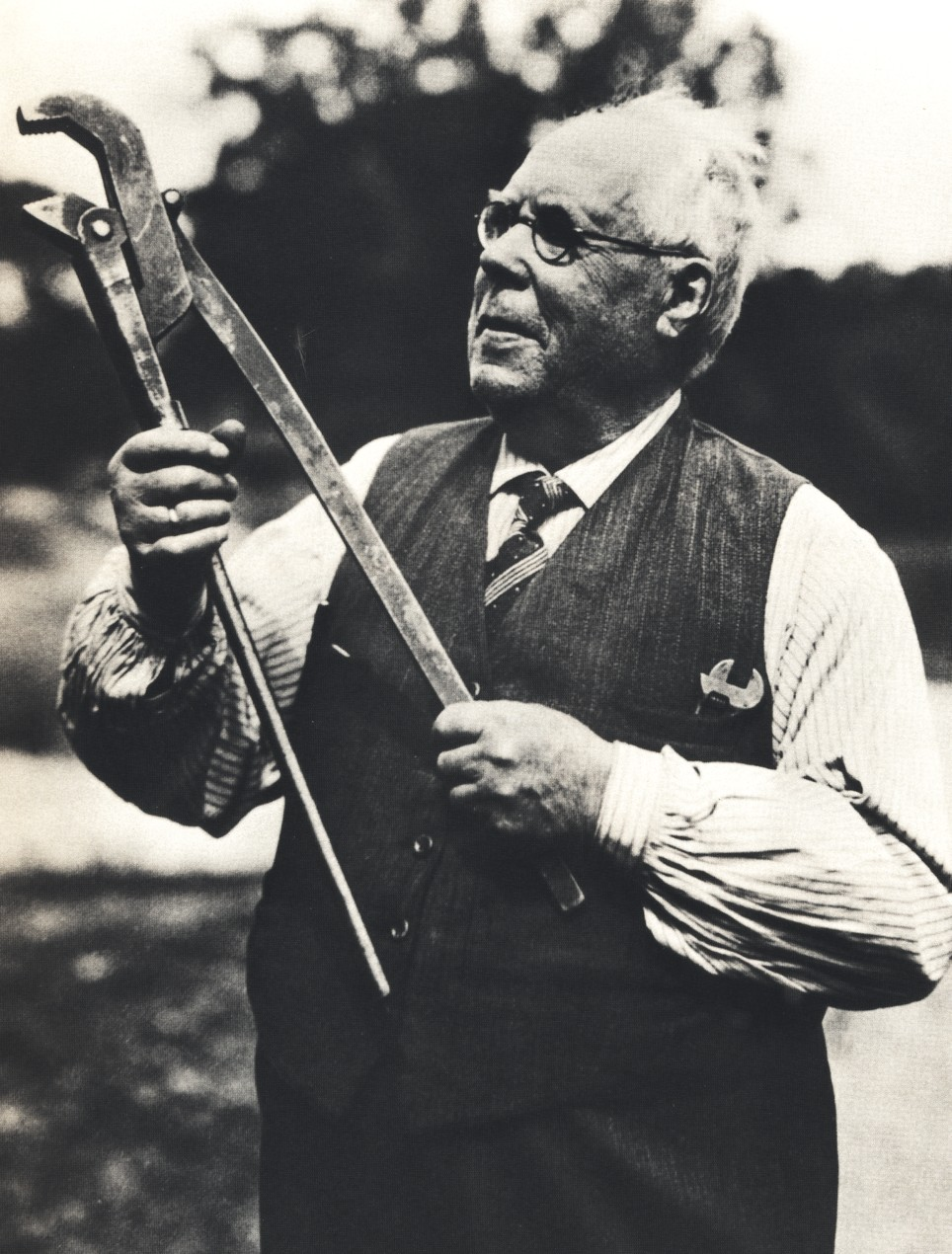
Юхан Петтер Юханссон, изобретатель трубного ключа

Трубный ключ — разновидность разводного ключа, используемая для вращения или фиксации труб и других деталей произвольной формы; от обычных разводных ключей отличается тем, что трубный ключ обжимает деталь, поэтому не требователен к наличию шлицев или фасок.
В обиходе часто трубный ключ называют газовым ключом. В ГОСТ 18981-73 именуется ключ трубный рычажный.
В зависимости от размеров подразделяются на номера (наиболее ходовые № 1, 2, 3). Номер означает длину инструмента и определяет диаметр труб, с которыми этот ключ может работать. Трубный ключ номер 1 может зажимать трубы диаметром 10—36 мм, длина ключа составляет 30 см; ключ номер 2 может зажимать трубы диаметром 20—50 мм, длина ключа — 40 см и так далее:
| Номер ключа      | 0     | 1      | 2      | 3      | 4      | 5      |
| Длина ключа, мм  | 200   | 300    | 400    | 500    | 630    | 800    |
| Диаметр труб, мм | 5 —28 | 10 —36 | 20 —50 | 20 —63 | 25 —90 | 32—120 |

Бывают различных типов:
- с S-образными губками под 45° (S-образные губки позволяют фиксировать трубу в трёх точках), что снижает риск её проскальзывания при работе,
- с прямыми губками под 45 и 90° (классические варианты). Точная регулировка губок проводится гайкой.

Изготовляется из инструментальной стали или стали с увеличенным содержанием хрома и/или ванадия.

## Галерея

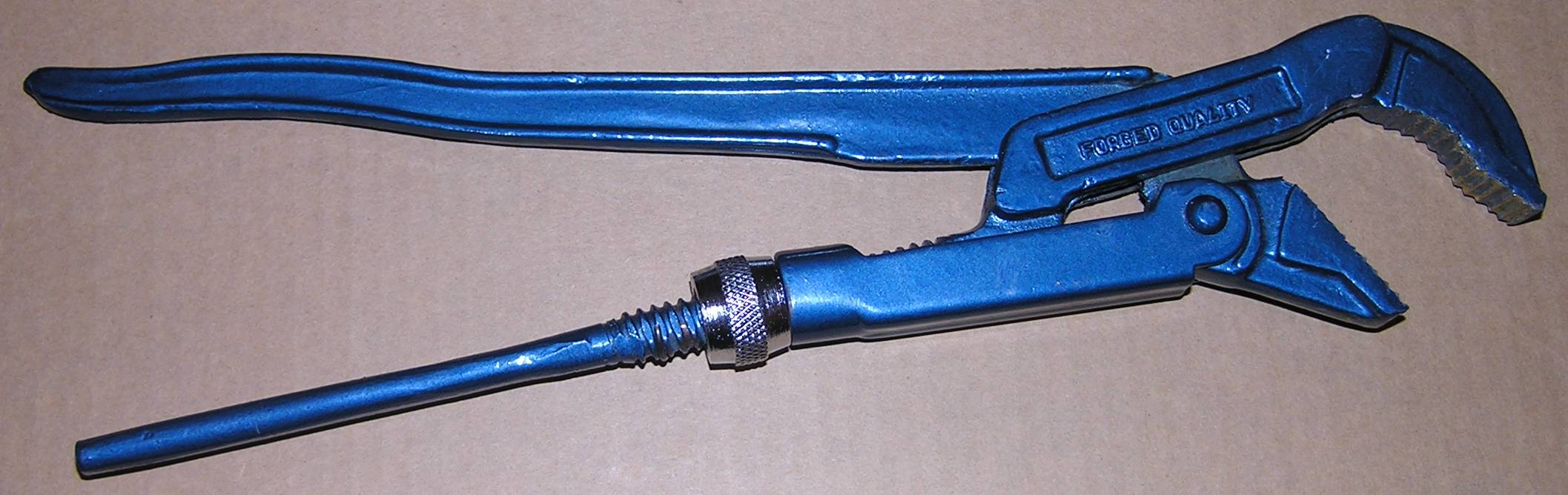
Трубный ключ
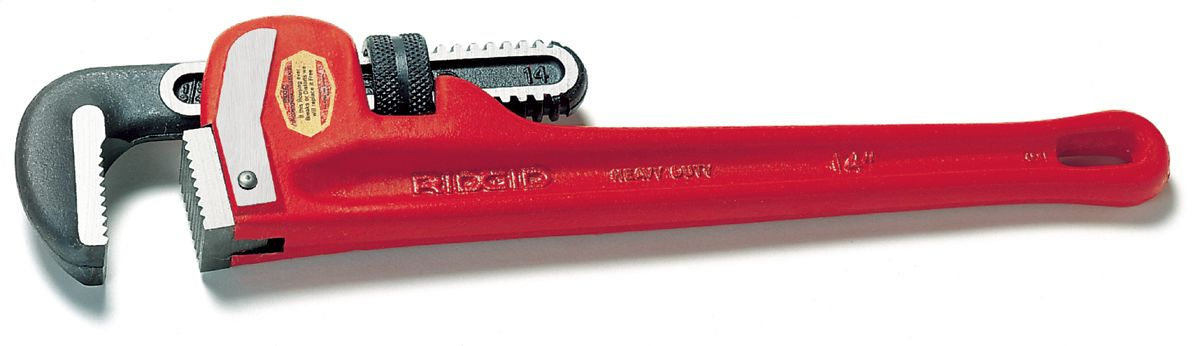
Разводной (трубный) ключ Стиллсона
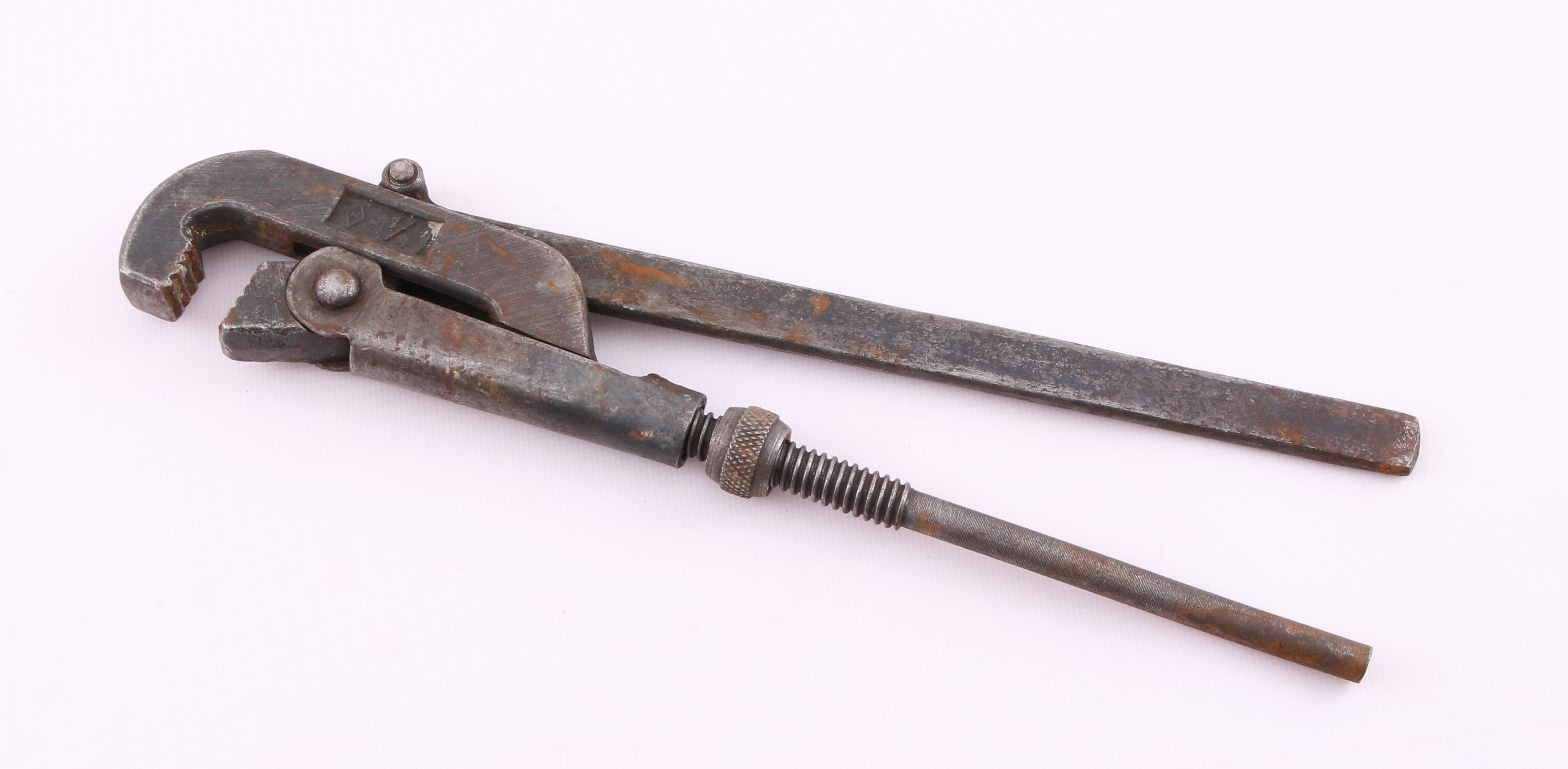
Трубный ключ производства Новосибирского инструментального завода.